# Nantes Atlantique Hockey Glace
Die Corsaires de Nantes (offizieller Name: Nantes Atlantique Hockey Glace) sind eine französische Eishockeymannschaft aus Nantes, welche 1984 gegründet wurde und seit 2013/14 in der Division 1, der zweithöchsten französischen Eishockeyliga, spielt.

## Geschichte
Nantes Atlantique Hockey Glace wurde 1984 gegründet. Während ihrer ersten acht Spielzeiten trat die Mannschaft neben einer Spielzeit in der viertklassigen Division 3 ausschließlich in der drittklassigen Division 2 an. In der Saison 1991/92 gelang Nantes der Aufstieg in die Division 1, aufgrund einer Ligareform und der Aufstockung der höchsten Spielklasse, erreichte die Mannschaft jedoch sogar den Durchmarsch in die Nationale 1 (heute bekannt als Ligue Magnus). In der Saison 1992/93 konnte Nantes als Vorletzter der Abstiegsrunde nur knapp den Klassenerhalt sichern. In der folgenden Spielzeit erfolgte eine weitere Ligareform, die sich jedoch diesmal zum Nachteil von Nantes auswirkte, dass in die Division 1 abstieg. In der Folgezeit spielte die Mannschaft nur noch in der Division 1 bzw. der Division 2. Ab 2002 trat Nantes in der drittklassigen Division 2 an und schaffte 2013 als Vizemeister dieser Spielklasse den Aufstieg in die Division 1.

## Bekannte ehemalige Spieler
- Florian Hardy